# Babirussa sulaweska
Babirussa sulaweska (Babyrousa celebensis) – gatunek ssaka parzystokopytnego z rodziny świniowatych. Podobnie jak inni przedstawiciele jej rodzaju, cechuje się wystającymi do góry kłami szczęki i żuchwy. Żyje w grupach rodzinnych, samce często spędzają życie samotnie. Zamieszkuje Celebes (Sulawesi) i nieliczne mniejsze wyspy, na północy Celebesu została wytępiona, na wschodzie jest rzadka. Poluje się na nią dla mięsa i zębów. Całą liczebność szacuje się na poniżej 10 000 dorosłych osobników.

## Budowa

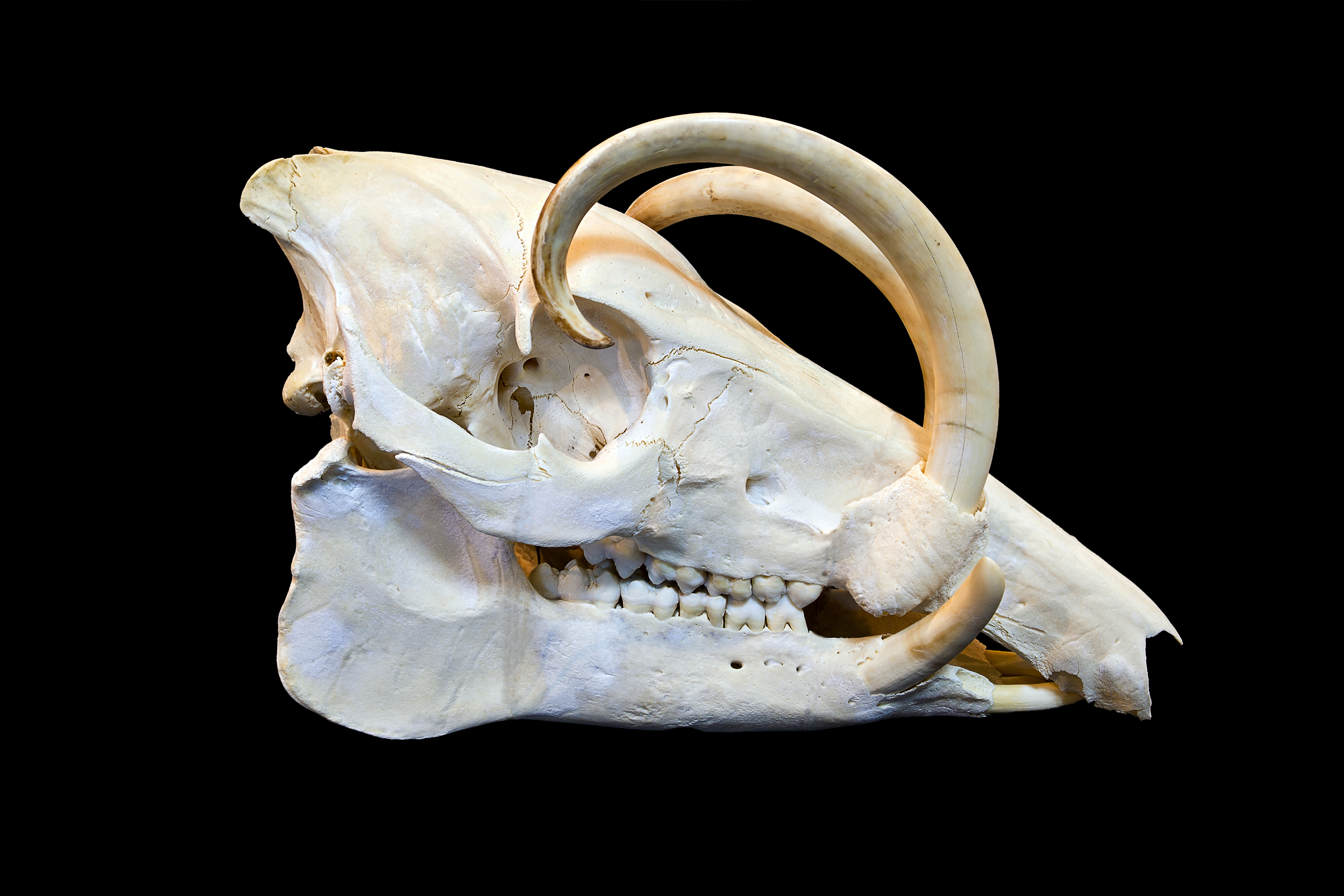
Czaszka z charakterystycznymi, zakrzywionymi do góry i tyłu kłami

Głowa i tułów mierzą między 85 a 110 cm, natomiast ogon od 20 do 32 cm. Wysokość w kłębie wynosi pomiędzy 65 a 80 cm. Zwierzę waży do 100 kg.
Ciało zwierzęcia jest łyse bądź porośnięte nielicznymi włosami. Koniec ogona jest również ich niemal pozbawiony.
W wyglądzie babirussy sulaweskiej zwracają uwagę grube i długie górne kły, które kierują się do góry nieco zbieżnie i zakrzywiają się grzbietowo po łuku koła. U samca są szczególnie dobrze rozwinięte, nachodzą na siebie. Dobrze rozwinięte są również dolne kły. Pierwszy i trzeci trzonowiec dolny oraz drugi i trzeci górny są u babirussy sulaweskiej dłuższe niż u dwu pozostałych babiruss. Babirussa wąsata ma krótsze, smukłe kły, podobnie babirussa malengeńska. Zęby trzonowe przypominają swe homologi u babirussy wąsatej.
Pysk osobników tego rodzaju nie przejawia typowych przystosowań do rycia w ziemi, tak charakterystycznych dla przedstawicieli rodziny świniowatych. U większości z nich specjalna kość dziobowa stanowi podparcie dla tkanki łącznej tworzącej dysk rhinarium. Nie występuje on u babiruss.
Babirussa sulaweska cechuje się czaszką dłuższą od pozostałych dwu gatunków babiruss, wąsatej i malengeńskiej. U zwierząt ze środka Celebesu jest ona węższa. Jednakowoż status taksonomiczny tychże zwierząt jest wątpliwy. 
Wbrew wcześniejszym pracom, stwierdzającym znaczące odrębności anatomiczne w układzie mięśniowym i pokarmowym babiruss i innych świniowatych, nowsze wskazały raczej podobieństwo mięśni i żołądka.

## Systematyka
Był to drugi z trzech opisanych naukowo gatunków babiruss. Znacznie wcześniej jeszcze przez Linneusza opisana została babirussa wąsata, zaliczana pierwotnie do rodzaju świnia. Nowy rodzaj Babyrousa opisał Perry w 1811 roku. Do tegoż właśnie rodzaju Deninger zaliczył nowy gatunek w 1910 roku, aczkolwiek zapisał nazwę rodzajową jako Babirusa. Utworzył dla nowego gatunku epitet celebensis. Jako miejsce typowe podał Sulawesi.
Długi czas wszystkie gatunki uznawane były za podgatunki pojedynczego gatunku, B. babyrussa. Status osobników ze wschodniego, południowo-wschodniego i środkowego Celebesu mają nieustalony status systematyczny, nie wiadomo, do którego gatunku należą. Polskie nazewnictwo ssaków świata stosuje nazwę babirussa sulaweska.
Co do pokrewieństwa z innymi świniowatymi autorzy miewali różne poglądy. Niekiedy wyróżniali babirussy jako odrębną podrodzinę w rodzinie świniowatych o nazwie Babirousinae, inni przyznawali im miejsce w podrodzinie świń Suinae, ale w odrębnym plemieniu Babyrousini. Z drugiej strony pojawiały się też poglądy wyłączające w ogóle babirussy ze świniowatych. Badania filogenetyczne wskazały na wyodrębnienie się linii babiruss z innych świniowatych między 10 a 19 milionów lat temu, a więc w epoce miocenu. Wtedy też mogła zacząć się ich izolacja na Celebesie. Połączenie lądowe Sulawesi i Borneo zakończyło się znacznie wcześniej, 50 milionów lat temu, jednakże jeszcze później musiało istnieć jakieś połączenie pomiędzy Celebesem a nieistniejącym już lądem Sunda, chyba że babirussy rozprzestrzeniały się pływając same bądź na naturalnych tratwach. W każdym razie świniowate musiały trafić na wyspę kilkakrotnie, na co wskazuje obecność na niej dwu innych, niespokrewnionych bliżej z babirussami rodzajów świniowatych, mianowicie rodzajów świnia i Celebochoerus.
Podgatunków nie wyróżnia się.

## Tryb życia

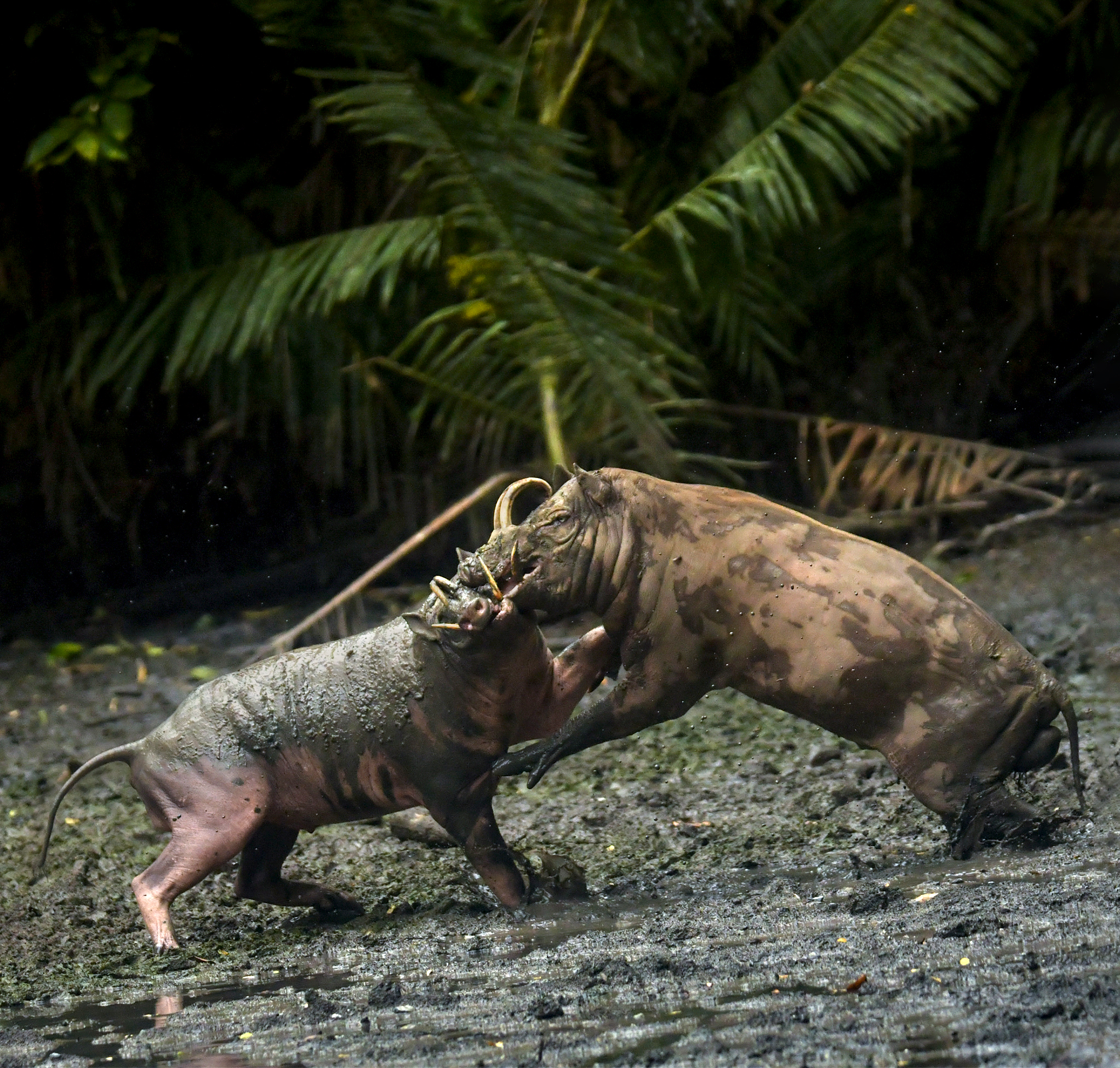
Samce walczą ze sobą

Aktywność babirussy sulaweskiej prawdopodobnie przypada głównie na dzień. W nocy zaś zwierzę śpi. Obserwacje takie pozostają zgodne z brakiem nocnej aktywności odnotowanej na północy Celebesu, niemniej bazują na zwierzętach trzymanych w niewoli. Babirussy budziły się około szóstej rano, a więc godzinę przed wschodem słońca, po czym wstawały i zaczynały aktywność. Realizowały swoje potrzeby fizjologiczne, pozostawiając stolec najlepiej pod gałęziami i leżącymi pniami drzew, oddawały również mocz. Dzień spędzały na zdobywaniu pokarmu, bardziej jednak czyniły to porankiem. Od środkowego poranka zaczynał rosnąć czas spędzany na innych niż zdobywanie pokarmu aktywnościach. Świniowate leżały, tarzały się, przy czym samce tarzały się więcej niż samice, co akurat potwierdzono i w niewoli, i na wolności.
Podobnie zarówno w niewoli jak i na wolności zwierzę żyło w grupach. Podobnie zresztą czynią i inne świniowate. W lasach deszczowych Sulawesi obserwowano zgromadzenia do 13 zwierząt. Widywano je zwłaszcza w okolicy wody, służących do tarzania się bajorek czy też lizawek solnych. W pobliżu tych ostatnich zdarzało się obserwować zgromadzenia nawet 46 zwierząt. Nie oznacza to, że nie spotykano samotnych osobników, aczkolwiek większość z nich (aż 84%) dotyczyła dorosłych samców. Obserwowano także dorosłego samca z pojedynczą dorosłą samicą albo też dorosłego samca, kilka samic i młode. Rzadko natomiast zdarzało się obserwować samotną dorosłą samicę, znacznie częściej lochę z młodymi. W jednym z badań odnotowano 1226 grup, z czego 84 były to samice z młodymi, a 56 z nich nie zawierało żadnego samca.

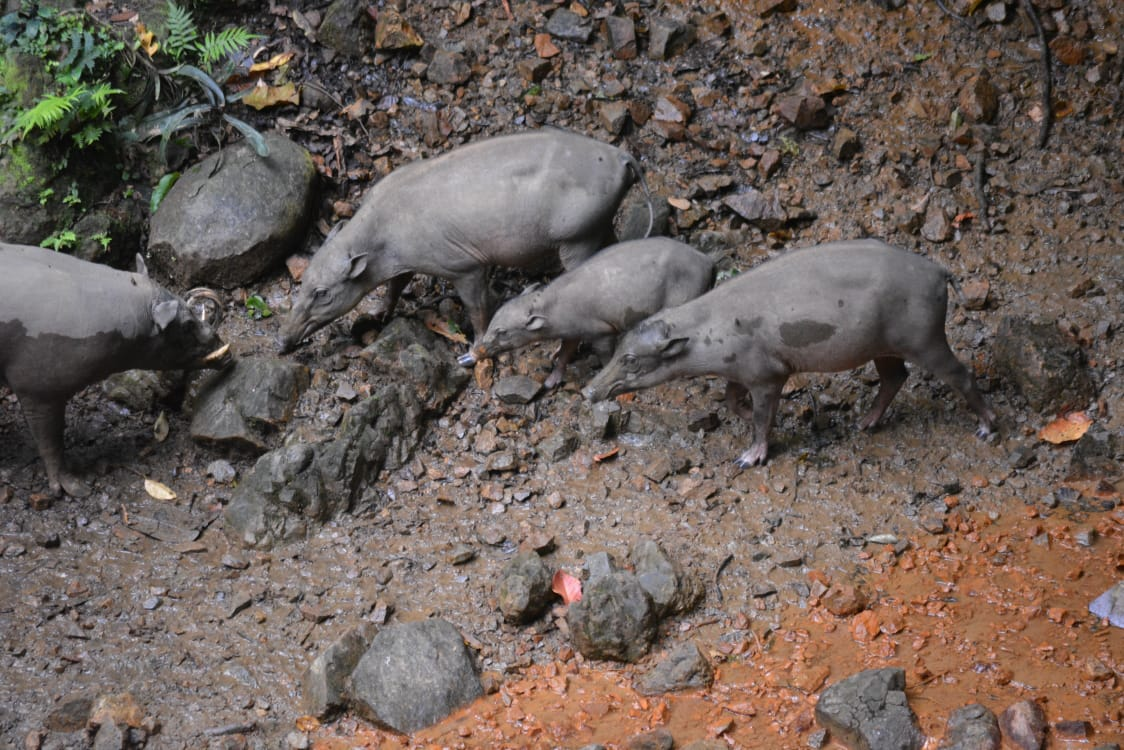
Grupa rodzinna

Meijaart i inni powołują się na badania terenowe wskazujące na zachodzenie na siebie areałów zajmowanych przez dorosłe samce, niemniej mogą one bronić swoich terytoriów. Zagęszczenie na takich obszarach wynosi od 0,7 do 11,8 babiruss na km².
Samce raczej nie walczą ze sobą z użyciem swych imponujących zębów. Ewentualnie dochodzi do boksowania. Stają na tylnych łapach, spoglądając na siebie i opadając na klatkę piersiową i ramiona swego przeciwnika. Głowy z kłami trzymają jednak wysoko. Podobnych walk nie obserwuje się pomiędzy samicami.
Zwierzę świetnie pływa, podobnie jak inne świniowate. Opisywano dorosłego samca o niepewnym statusie taksonomicznym 500 m od brzegu dużego jeziora w centrum wyspy.
Czas, kiedy babirussa sulaweska osiągnie dojrzałość płciową i może przystąpić do rozrodu, zależy od warunków, w których żyje. W ogrodach zoologicznych dojrzałość płciowa przychodzi już w wieku 5–10 miesięcy. Trudno oczekiwać tego w naturze. Prawdopodobnie dziko żyjące babirussy sulaweskie nie przedłużają gatunku przed ukończeniem pierwszego roku życia. Niemniej Meijaart i inni wskazują brak dokładnych danych. Samica przechodzi cykl miesięczny długości wedle starszych danych od 28 do 42 dni, wedle nowszych natomiast między 35 a 37 dni. Po porodzie w warunkach sztucznych nawracał on po 3 miesiącach. Samica może kopulować z samcem wyłącznie w czasie rui trwającej od 2 do 3 dni. Po odbyciu kopulacji zachodzi w ciążę trwającą najczęściej pomiędzy 155 a 158 dni z najwyższym zanotowanym czasem 171 dni. W czasie ciąży odnotowywano wzrost masy lochy. Po wspomnianym czasie wydaje ona na świat zazwyczaj jednego lub 2 noworodki, znacznie rzadziej zaś aż 3 młode. Odnotowano także pojedynczy przypadek czworaczków. Noworodek rodzi się jednorodnie brązowy, odróżniając się tym samym od wielu pasiastych młodych innych gatunków świniowatych, choćby dzika euroazjatyckiego. Masa noworodka babirussy sulaweskiej wynosi poniżej 800 g. Młode żywi się początkowo mlekiem matki, pobieranym z najczęściej z 4, rzadziej 6 sutków maciory. W warunkach hodowlanych dobrze odżywiona babirussa może rozmnażać się cały czas i odchować nawet 2 mioty tego samego roku. Jednakże na wolności nie jest to raczej możliwe, aczkolwiek na północnym Sulawesi obserwowano samice towarzyszące zarówno osobnikom młodym, jak i podrostkom. Trudno jednak stwierdzić, czy były to dzieci z następujących po sobie miotów. Opisano samca sprawującego opiekę nad młodym płci męskiej, jednak z nadejściem rui u samic pojawiły się typowe zachowania agresywne. Na wolności babirussie sulaweskiej pisane jest zwykle od 7 do 12 lat życia. Jednakże w niewoli dożyć ona może dwukrotności ostatniej z tych liczb. Długość pokolenia szacuje IUCN na 6 lat.

## Rozmieszczenie geograficzne
Babirussa sulaweska jest endemitem Celebesu. Zasiedla większą część tej indonezyjskiej wyspy, nie sięgając jednak jej południowego zachodu, na północy jej zasięg ograniczył się do obszarów chronionych. Zamieszkuje także mniejsze wyspy Buton, aczkolwiek podczas ostatnich badań nie udało się znaleźć żadnego osobnika, i Lembeh, gdzie obecność zwierzęcia pozostaje także niepewna. Występowało ono niegdyś także na Muna, gdzie prawdopodobnie wyginęło na skutek wylesiania.

## Ekologia

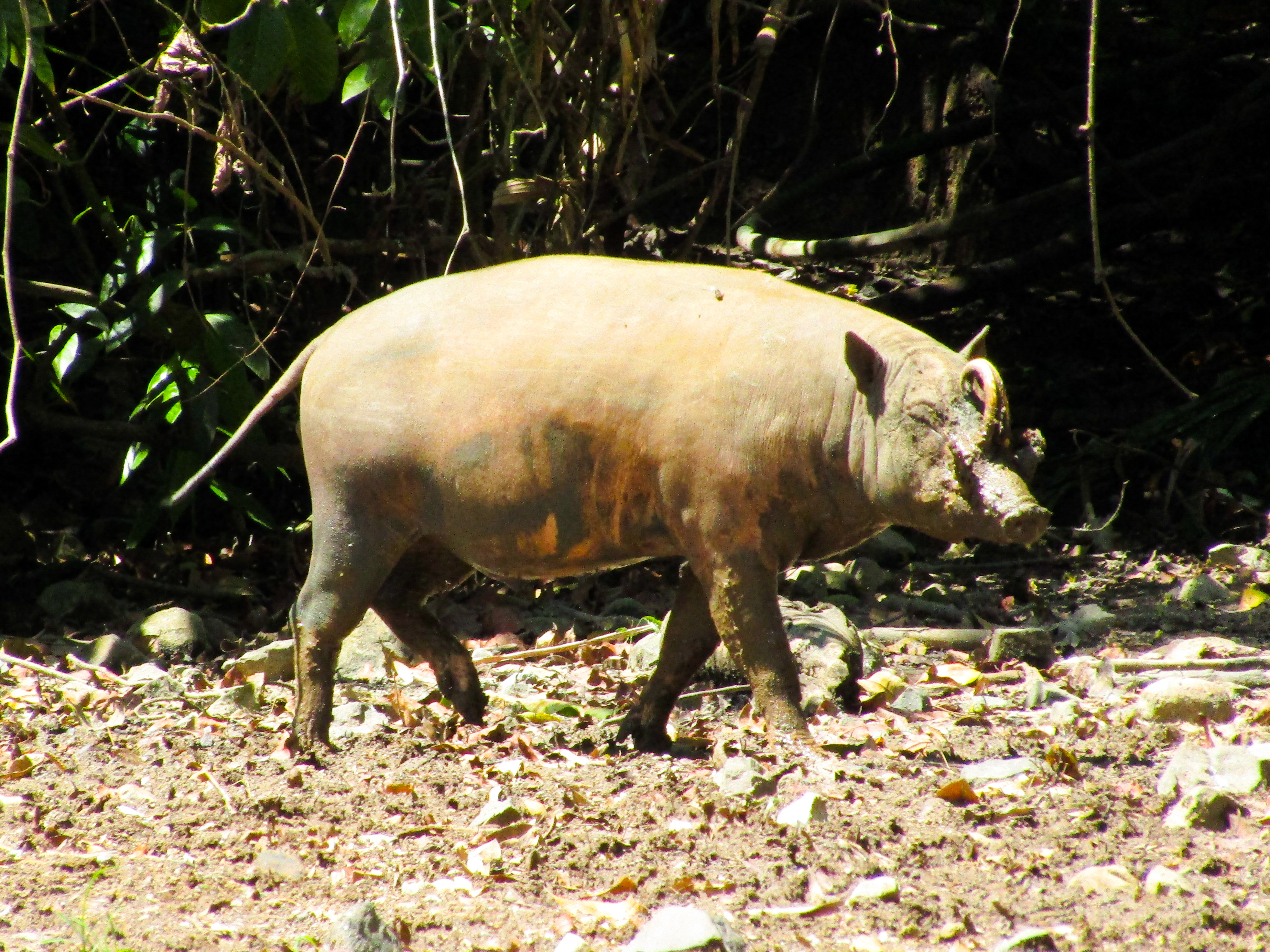
Zwierzę zamieszkuje lasy tropikalne

Siedliskiem babirussy sulaweskiej jest tropikalny las deszczowy. Zazwyczaj spotyka się ją w niskich przybrzeżnych lasach, aczkolwiek prawdopodobnie zasiedla ona także wyżej położone tereny, mniej dostępne. Lubi bagna i okolice rzek, aczkolwiek brakuje tutaj badań. Tarza się w błocie, świetnie pływa, wykorzystuje też lizawki solne. Lubi rzeki i stawy obfitujące w wodną roślinność. W przeciwieństwie do wielu innych świniowatych nie ryje, ma bowiem delikatniejszy pysk. Niemniej grzebie w wilgotnym piasku czy błocie.
Świniowate ogólnie uchodzą za zwierzęta wszystkożerne. W przypadku babirussy sulaweskiej większość obserwacji dotyczących jej diety pochodzi z niewoli. Badania anatomiczne układu pokarmowego rzeczywiście potwierdzają wszystkożerność. Zwierzę nie należy do przeżuwaczy, w przedniej części przewodu pokarmowego posiada jednak komorę fermentacyjną (przedżołądek). W ogrodach zoologicznych zwierzęta te nie stroniły od mięsa, a nawet goniły i łapały niewielkie ptaki i ssaki. Gatunek ten zjada także bezkręgowce, rozmaite liście, korzenie, a zwłaszcza owoce. Babirussy z łatwością pochłaniają nawet twarde orzechy, co umożliwia im budowa silnych szczęk i mocnych zębów. Na niektórych terenach pozbycie się lasu z drzewami owocowymi i przekształcenie terenów w uprawne spowodowało wyginięcie gatunku na tych obszarach, co wskazuje na istotną rolę owoców w diecie babirussy. Meijaart i inni porównują ją do również bazującej na owocach borneańskiej świni brodatej, znanej z żerowania na masowo owocujących drzewach tropikalnego lasu. Pokarmu babirussa sulaweska poszukuje na ziemi, pod kamieniami, pod kłodami, w buszu wśród drzew, także na terenach podmokłych. Celem dotarcia do wyższych owoców czy liści potrafi stawać na tylnych łapach, opierając się o pień.
Na Celebesie babirussie towarzyszy świnia celebeska.

## Zagrożenia i ochrona

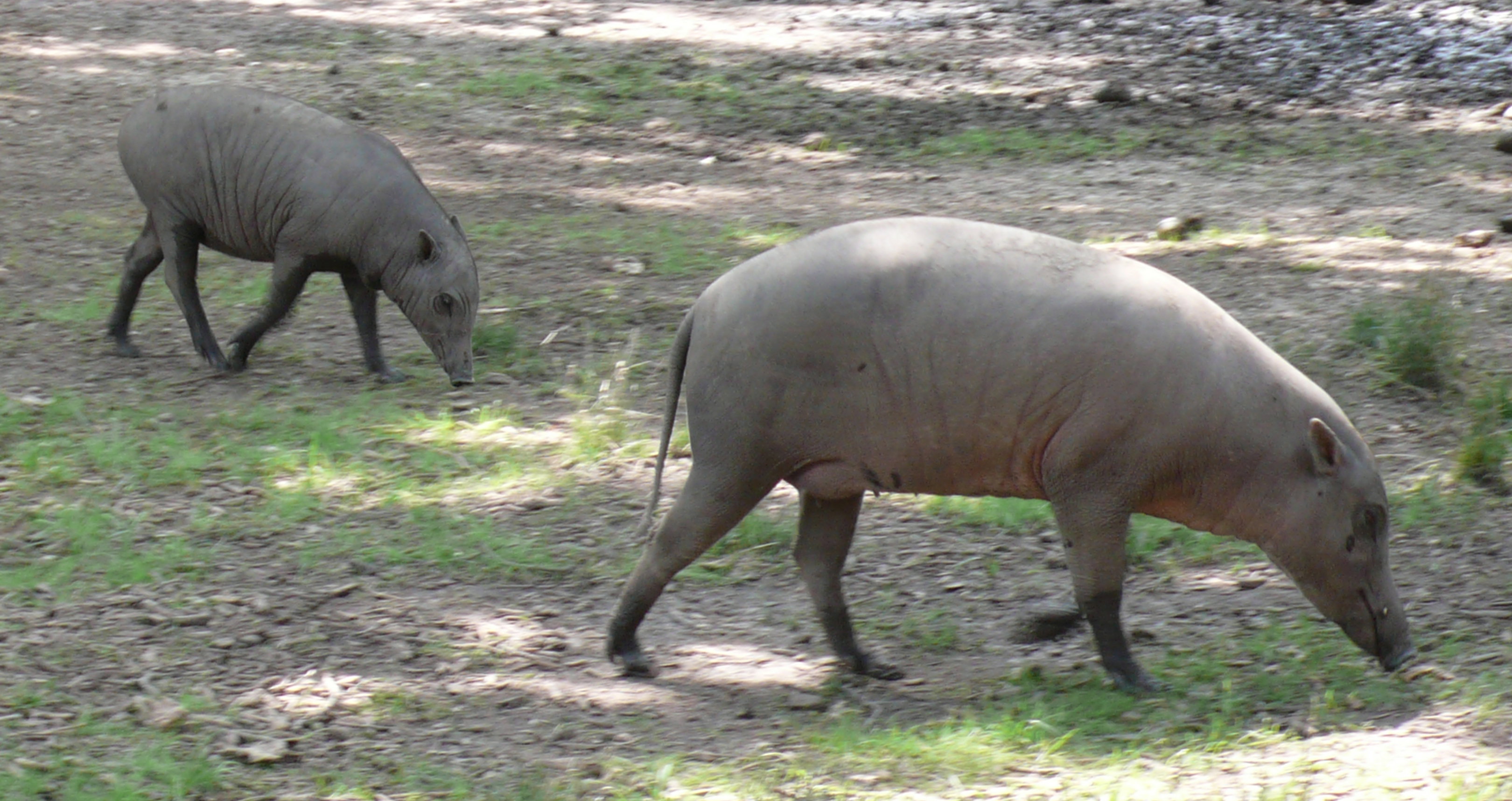
Para samica + młode

Populację szacuje IUCN na poniżej 10 000 sztuk, ulega ona spadkowi. Wykazuje też znaczną fragmentację.
IUCN uznaje gatunek za narażony na wyginięcie. Po raz pierwszy taką ocenę opublikowano w 2008 roku i powtórzono ją w 2016 roku. Kierowano się tutaj spadkiem liczebności o ponad 30% na przestrzeni trzech pokoleń, liczebnością poniżej 10 000 sztuk, niszczeniem siedlisk, nadmierną eksploatacją przez człowieka. Cały czas ląduje na rynkach z dziczyzną, a na północy Sulawesi została już w zasadzie wytępiona. Nawet na terenach chronionych, jak Park Narodowy Lore Lindu, stanowi rzadkość. Wobec wytępienia populacji na północy i znacznego przerzedzenia na wschodzie myśliwi przenoszą się ku środkowi i zachodowi Celebesu celem dalszego zabijania babiruss. Łapią się one ponadto w pułapki zastawiane na inne zwierzęta, jak anoa. Jeśli zastawiający taką pułapkę wyznaje Allaha, nie poluje co prawda na babirussę, uznając świniowate za nieczyste, ale może przypadkowo złapać zwierzę w pułapkę dla wołowatych, zabić i pozostawić martwe zwierzę w lesie, by zgniło. Ludzie tacy postrzegają babirussy raczej jako szkodniki zanieczyszczające ich pułapki niźli wartościową zdobycz. Na terenach przybrzeżnych padają też ofiarami polowań celem pozyskania zębów służących do ozdobienia masek, sprzedawanych potem na Bali. Babirussom nie pomaga również degradacja ich siedlisk, jako że pozostała może jedna czwarta lasów dawniej porastających Sulawesi, a i tym zagrażają dalszy wyręb i zmiany klimatyczne. Zwierzę oficjalnie objęto ochroną w 1931 roku. W 2013 roku rząd Indonezji stworzył nawet specjalny plan ochrony gatunku. Wymienia go także załącznik I CITES. Babirussa sulaweska zasiedla obszary chronione, jest także trzymana w niewoli.